# Pelycops darwini
Pelycops darwini là một loài ruồi trong họ Tachinidae.